# انور ۲۴۶۴۱
سیارک ۲۴۶۴۱ (به انگلیسی: 24641 Enver، نامگذاری:1983RS4) بیست و چهار هزار و ششصد و چهل و یکمین سیارک کشف شده‌است که در ۱ سپتامبر ۱۹۸۳ کشف شد.
قدر مطلق سیارک برابر ۲۵.۷ است.